# Pralungo
Pralungo (Pralungh in piemontese) è un comune italiano di 2 266 abitanti della provincia di Biella in Piemonte.

## Geografia fisica
Il centro comunale è situato sul crinale che divide la valle dell'Oropa dalla valle del Cervo. La frazione Sant'Eurosia è situata più a monte rispetto al capoluogo, a ridosso del Monte Cucco.

## Origini del nome
Il nome del paese fa riferimento alla tradizionale utilizzazione della zona, caratterizzata da ampi prati stabili.

## Storia
Il territorio che oggi costituisce il comune di Pralungo fu fino al 1623 un possedimento del comune di Tollegno principalmente utilizzato come alpeggio. Dopo aver ottenuto l'autonomia comunale Pralungo, fu infeudato da Orazio Piovana. La famiglia Piovana manterrà il feudo fino al 1814, anno in cui esso passò al conte Ignazio Thaon di Revel.

### Simboli
Nel 1941 il comune richiese la concessione ufficiale dello stemma, che storicamente si presentava «trinciato d'argento e di verde, col primo carico di una falce posta in palo», e del gonfalone e la contestuale «sostituzione di una stella d'oro alla falce e la aggiunta del Capo del Littorio», la richiesta fu appoggiata dal commissario della Commissione Araldica Piemontese Giorgio De Vecchi di Val Cismon che ritenne la modifica "opportuna" (probabilmente da un punto di vista politico); questa scelta fu sanzionata dal regio decreto del 24 agosto 1941 che concedeva uno stemma: trinciato di argento e di verde; l'argento caricato di una stella d'oro. Capo del littorio, con lo stesso fu concesso un gonfalone consistente in un drappo di azzurro.
Terminata la seconda guerra mondiale e abolito il fascismo l'antico stemma fu rimesso in vigore con D.P.R. del 18 giugno 1949: Trinciato d'argento e di verde; l'argento caricato di una falce al naturale.

## Monumenti e luoghi d'interesse
Tra gli edifici religiosi si possono ricordare la chiesa parrocchiale di Santa Maria della Pace e la chiesa della Trinità.

## Società

### Evoluzione demografica
Abitanti censiti

## Amministrazione

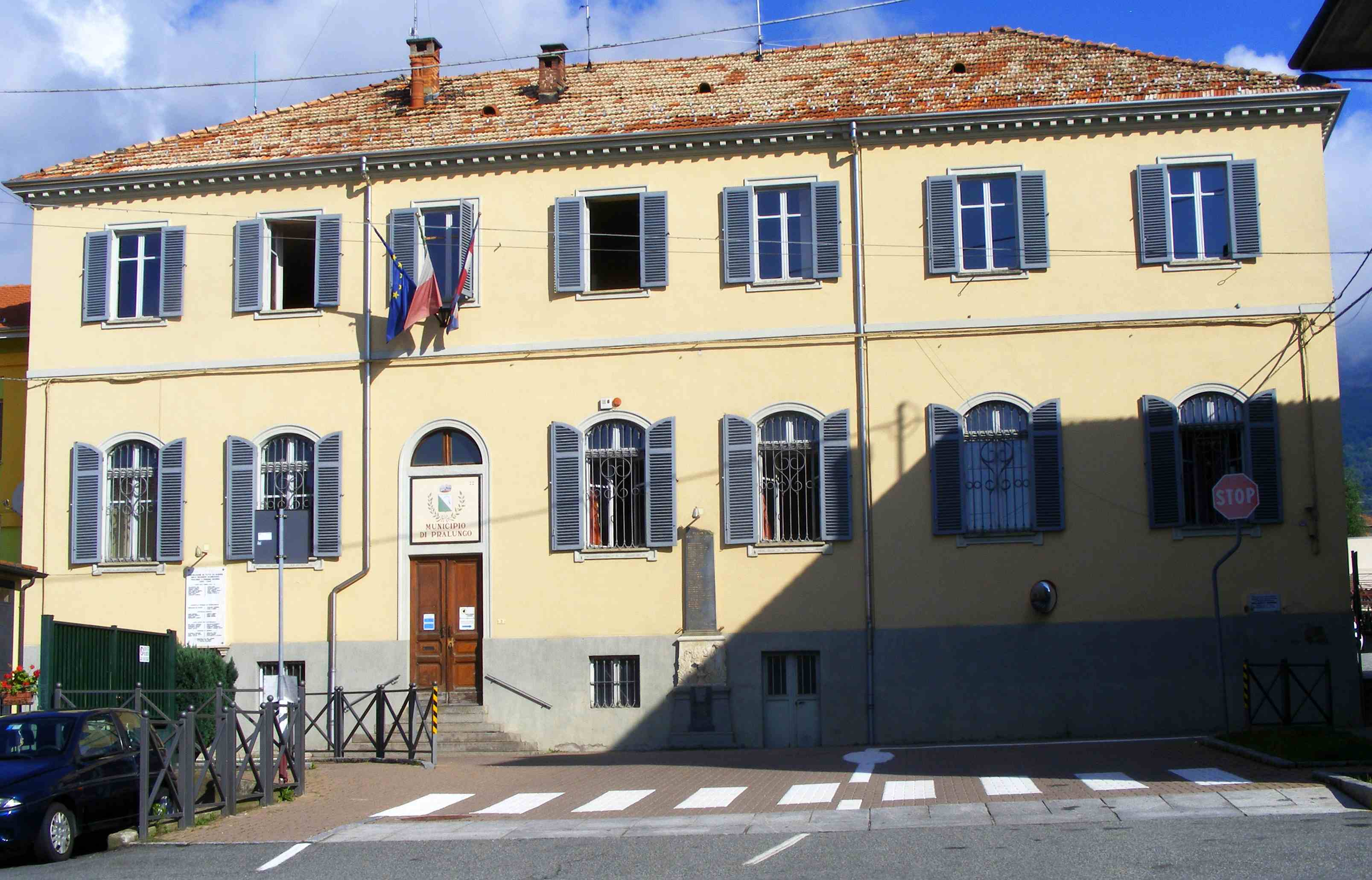
Il municipio

| Periodo | Periodo   | Primo cittadino  | Partito                                   | Carica  | Note       |
| ------- | --------- | ---------------- | ----------------------------------------- | ------- | ---------- |
| 2004    | 2009      | Maurizio Benna   | lista civica                              | Sindaco |            |
| 2009    | 2014      | Maurizio Benna   | lista civica Dialogo rispetto solidarietà | Sindaco | II mandato |
| 2014    | in carica | Raffaella Molino | lista civica Progresso e trasparenza      | Sindaco |            |

### Altre informazioni amministrative
Pralungo fece parte a cominciare dal 1973 della Comunità montana Bassa Valle Cervo. Tale comunità montana fu in seguito accorpata dalla Regione Piemonte con la Comunità montana Alta Valle Cervo, andando a formare la  Comunità Montana Valle Cervo, che ha sede a Andorno.